# فورناري
فورناري (بالإيطالية: Furnari)‏ هي بلدية في مقاطعة ميسينا في صقلية الإيطالية.

## السكان
في سنة 1861 بلغ عدد السكان 2٬030 نسمة، وتطور العدد ليصل في سنة 2011 لـ 3٬665 نسمة.
يظهر هذا المخطط البياني تطور النمو السكاني لـ فورناري